# Guisado de Lluçà
Guisado de Lluçà (? - 1005) foi um aristocrata e cavaleiro da nobreza espanhola medieval, tendo sido senhor de Lluçà, actual município da Espanha na província de Barcelona, comunidade autónoma da Catalunha.

## Relações familiares
Foi filho de Sunifredo I de Lluçà (? - 988), vigário das cidades de Lluçà e Santa Maria de Merlès e de sua esposa Euguncia. Casou com Oda de Besora (? - 1034) de quem teve:
1. Sunifredo II de Lluçà[2] (? — 1060), senhor de Lluçà casado com Ermesinda de Balsareny (? - 1074), senhora de Balsareny, filha de Guifredo de Balsareny (? - 1020) e de Ema Angilberga de Besora.